# Said Al-Karbi
Said Al-Hussain Al-Karbi (ar. سعيد الحسين الكاربي) – katarski strzelec, olimpijczyk.
Brał udział w Letnich Igrzyskach Olimpijskich 1984 (Los Angeles). Wystartował w strzelaniu z pistoletu szybkostrzelnego z 25 m, w którym zajął 42. miejsce (na 55 strzelców). 

## Wyniki olimpijskie
| Igrzyska | Konkurencja                   | Wynik                 | Miejsce | Źródło |
| -------- | ----------------------------- | --------------------- | ------- | ------ |
| IO 1984  | Pistolet szybkostrzelny, 25 m | 571 punktów (287–284) | 42      | [ 3 ]  |